# Brote de peste en Oporto de 1899
El brote de peste en Oporto de 1899 fue un brote epidémico de peste bubónica centrada en la ciudad de Oporto, en el norte de Portugal.

## Historia
La llegada de la peste a la ciudad portuguesa de Oporto marcó el primer brote de la tercera pandemia de peste en Europa, atrayendo la atención internacional, debido a los temores de un retorno de la Peste Negra en el continente. También presentó a las autoridades locales y nacionales, así como expertos médicos en acalorados argumentos sobre la naturaleza de la enfermedad y la forma de contenerla, a saber, la polémica decisión de rodear la ciudad mediante un cordón militar durante cuatro meses, impuesto por el gobierno del Primer Ministro José Luciano de Castro.
El Oficial de Salud Médica de la ciudad, Ricardo Jorge, jefe de los Servicios Municipales de Salud e Higiene de la ciudad y del Laboratorio Bacteriológico Municipal, lideró los esfuerzos para contener la enfermedad y reunió personalmente pruebas de laboratorio para identificar correctamente al agente infeccioso responsable: esto le valió una gran reputación como médico y bacteriólogo moderno y puso en marcha su exitosa carrera nacional e internacional.
Hubo 132 muertes atribuidas al brote de peste, de un total de 320 casos. El eminente bacteriólogo Luís da Câmara Pestana contrajo la enfermedad después de recibir un pequeño rasguño mientras examinaba un cadáver de peste durante el brote, y murió poco después.

## Repercusiones
El brote de peste tuvo considerables repercusiones políticas, sociales y económicas: agravó las divisiones de clase y las tensiones entre los republicanos en Oporto y el gobierno realista en Lisboa (la centenaria Monarquía Portuguesa y sería reemplazada por la Primera República portuguesa en una revolución apenas 10 años después). La legislación de salud pública de Portugal se modernizó en los años posteriores a la crisis; la Dirección General de Salud se estableció en respuesta al brote; sigue siendo la principal agencia del país para la salud pública y la prevención de enfermedades.